# グッバイ宣言
「グッバイ宣言」（グッバイせんげん）は、日本のボカロP・Chinozoの楽曲及び、三月みどり、アルセチカ、Chinozoの小説である。

## 概要
2020年2月、ピアプロにアルセチカのイラスト「すわりよければおべてよし」が投稿された。そのイラストをみて惹かれたChinozoが作曲したのが「グッバイ宣言」で、アルセチカのイラストを使ったミュージック・ビデオが2020年4月13日、YouTubeとニコニコ動画に投稿された。ボーカル音源にはVOCALOIDのv flowerが用いられている。
楽曲は2020年4月24日には配信シングル形式でリリースされた。また2020年11月にリリースされたアルバム『The Deluge』や、2024年4月にリリースされたアルバム『The Hollows』にも、他のVOCALOIDを複数使用して、Alternate Versionとして収録されている。
2021年に入り、TikTok上で楽曲を使用したフィンガーダンス動画をきっかけに再生数を伸ばし、Billboard JAPANが発表するTikTok楽曲ランキングでは2021年2月19日発表のランキングで初の首位となった。同じころ、YouTubeでの再生回数が1000万回を突破。2020年11月23日から2021年5月22日までを集計期間としたTikTok2021年上半期楽曲ランキングの首位となる。加えてYouTubeで人気の歌い手やバーチャルYouTuber等が歌ってみたを投稿することで一気に広まった。
2021年5月7日に放送されたミュージックステーションの「次にブレークするアーティストが分かる！ 先取りチャート特集」でAdoの『うっせぇわ』と共に紹介される。6月2日公開の新人チャートであるBillboard Japan Heatseekers Songsで初の首位、翌週も首位となった。
2021年6月時点で、YouTubeでの再生回数は5500万回を記録している。すゑひろがりずによる替え歌も話題になった。2021年8月に、それまでYouTubeのボカロ曲の中で再生回数がもっとも多かったハチ（米津玄師）の「砂の惑星」を抜いてトップとなった。2022年1月には再生回数8000万を超え、6月には9500万回と、YouTubeでの再生数1億回まであとわずかとなった。
2022年7月27日、YouTubeにてボカロ曲初の1億再生を突破した。また同日発売の『電撃大王』で「グッバイ宣言」の漫画連載が開始された。

## 評価
ヒットの理由として歌手のSouは、VOCALOIDを使用しながらボカロ感が強すぎないこととイラストの良さ、動画全体で見たときのバランスの良さを挙げている。
2023年4月28日、NexTone Award 2023でBronse Medalを受賞した。

## 楽曲情報
1. グッバイ宣言（2:52）

## カバーほか
- アーケードゲーム『太鼓の達人』の2021年11月17日のアップデートで収録曲に追加[24]。
- Afterglow［美竹蘭（佐倉綾音）］×戸山香澄（愛美） - 2022年1月1日にゲーム『バンドリ! ガールズバンドパーティ!』に追加収録[25]。
- 2021年には、兄弟フォークデュオのビリーバンバンの菅原進が自身のYouTube、ニコニコ動画、サブスク配信でカバー。[26]
- 2022年1月27日にNintendo Switch用のゲーム『グルーヴコースター ワイワイパーティー!!!!』のダウンロードコンテンツ「ボーカロイドパック6」に収録される[27]。
- 2022年6月13日にAndroid/iOS用のゲーム『プロジェクトセカイ カラフルステージ！ feat. 初音ミク』に、リズムゲーム楽曲として追加収録[28]。
- 2022年6月、和楽器バンドの2022年8月17日リリース予定のアルバム『ボカロ三昧2』に収録されることが発表[29]、8月17日に発売され、27日からは「グッバイ宣言」をはじめアルバム収録曲を披露する全国ツアーが開始された[30]。
- 2022年7月28日に、アーケードゲーム『beatmaniaIIDX』の追加楽曲として追加。アレンジ版が収録されており、アーティスト名表記は「Remixed by uno(IOSYS) & Liqo feat. Chiyoko」となっている。[31]
- 2023年1月4日にすとぷりがカバーシングルとして楽曲を配信[32]。
- 2024年4月、セガがApple Arcadeで配信中のゲーム『サンバDEアミーゴ：パーティー・トゥー・ゴー』に楽曲が追加される[33]。
- 2024年8月、日本マクドナルドの新商品チーズベーコンポテトパイとのコラボレーション楽曲「グッパイ宣言」を期間限定配信[34]。

## 派生作品

### 小説
小説の『グッバイ宣言』は高校生を主人公にした青春ストーリーで、2021年10月25日に発売された。TSUTAYAの月間ライトノベル売上ランキングにおいて7か月連続でベスト20入りを果たし、2022年6月には10万部を突破、シリーズ関連書籍は2024年11月に累計50万部を突破した。2022年4月に発売された続編の『シェーマ』は『グッバイ宣言』の4年後を描いている。書籍はいずれも、著者は三月みどり、イラストはアルセチカ、原作・監修はChinozo。
- 『グッバイ宣言』（2021年10月25日、KADOKAWA〈MF文庫J〉、ISBN 978-4-04-680840-0）[38]
- 『シェーマ』（2022年4月25日、KADOKAWA〈MF文庫J〉、ISBN 978-4-04-681363-3）[39]
- 『エリート』（2022年10月25日、KADOKAWA〈MF文庫J〉、ISBN 978-4-04-681830-0）[40]
- 『TAMAYA』（2023年4月25日、KADOKAWA〈MF文庫J〉、ISBN 978-4-04-682401-1）[41]
- 『ショットガン・ナウル』（2023年10月25日、KADOKAWA〈MF文庫J〉、ISBN 978-4-04-682989-4）[42]
- 『チーズ』（2024年4月25日、KADOKAWA〈MF文庫J〉、ISBN 978-4-04-683543-7）[43]
- 『ミィハー』（2025年1月24日、KADOKAWA〈MF文庫J〉、ISBN 978-4-04-684211-4）[44]
- 『ペタペタ』（2025年7月25日、KADOKAWA〈MF文庫J〉、ISBN 978-4-04-684977-9）[45]

### 漫画
2021年12月、あらた伊里による漫画化作品の連載が『電撃大王』（KADOKAWA）にて開始されることが発表され、2022年7月27日発売の9月号から2024年7月号まで連載された。全19話。
- あらた伊里『グッバイ宣言』 KADOKAWA〈電撃コミックスNEXT〉、全3巻
  1. 2023年1月27日発売[48][49]、ISBN 978-4-04-914838-1
  2. 2023年9月26日発売[50]、ISBN 978-4-04-915260-9
  3. 2024年6月26日発売[51]、ISBN 978-4-04-915753-6

### ボイスドラマ
2022年8月より、STUDIO koemeeのレーベル「聴くanime」でのボイスドラマ配信が決まり、七瀬レナ役を鈴木みのり、桐谷翔役を伊藤節生として配信が開始された。